# Morris (striptekenaar)
Morris, pseudoniem van Maurice De Bevere (Kortrijk, 1 december 1923 – Brussel, 16 juli 2001), was een Belgisch striptekenaar die bekend werd met zijn stripcreatie Lucky Luke.

## Biografie
Morris werd geboren in Kortrijk in een middenstandsgezin. Zijn vader was directeur van een fabriekje waar pijpen in terracotta werden gemaakt met pijpenkoppen in de vorm van een hoofd van een bekend persoon.
Morris volgde de middelbare school op het door paters jezuïeten geleide Sint-Jozefscollege te Aalst, waar hij op internaat zat. Deze paters, die in Morris' schooltijd nog een lange zwarte soutane droegen, inspireerden hem voor de figuren van de lijkbidders uit Lucky Luke. Hij raakte er geïnteresseerd in een Pathé-Baby-projector, waarvan hij ook thuis een exemplaar had. Met het apparaat kon hij films vertraagd afspelen en zo leerde hij hoe animatie in zijn werk gaat.
Na zijn middelbare studies ging hij rechten studeren aan de Leuvense universiteit, in de hoop na zijn studies de pijpenfabriek van zijn vader niet te hoeven overnemen. Zijn interesses lagen echter nog elders: bij het beeldverhaal.

### Tekenaar
Als kind en adolescent las hij de bladen Robinson, Hop-là ! en Mickey Mouse Weekly en hij was fan van Floyd Gottfredson (Mickey Mouse), Harold Knerr (The Katzenjammer Kids), Elzie Segar (Popeye) en Hergé (Kuifje). Morris hield ook van films. Op zijn tiende maakte hij bijvoorbeeld folioscopen voor zijn vrienden. Na zijn studies wilde hij dan ook in de tekenfilmbranche werk vinden, tot schrik van zijn ouders die meenden dat daarin geen geld kon worden verdiend. Hij begon daarom correspondentielessen te volgen via de lessenreeks Le Dessin facile van de animatiefilmer Jean Image. Bij elke les hoorde een opdracht die naar Parijs diende te worden opgestuurd. Morris kreeg naast de correcties geregeld lovende persoonlijke brieven retour. Tezelfdertijd kwam hij in contact met de Antwerpenaar Jules Luyckx die toentertijd een van de weinige animatoren in België was en aan een animatiefilm rond de cowboy Ouwe Taaie werkte.
In 1944 ging Morris werken voor de toen net naar Brussel verhuisde tekenfilmstudio C.B.A., die Morris uit de krant had leren kennen. Ondanks Morris' kennis op dat vlak, werd hij aanvankelijk geen animator, maar werd hij aangenomen om de potloodtekeningen van de animatoren met penseel te inkten op cellofaan. Ook later zou Morris nog met een penseel inkten, terwijl daar meestal een pen voor werd gebruikt. Hij vond het een soepelere en gewilligere manier dan met pen. Bij de studio leerde hij André Franquin kennen, die een vriend voor het leven zou worden. Ze deelden hun passie voor jazz en de Amerikaanse popcultuur. Zijn technische vaardigheden lagen voor op die van Franquin. Gewapend met de lessen van Jean Image die hij soms meenam, bracht hij Franquin zijn grafische stijl en gevoel voor beweging bij. Onder Morris' invloed ging Franquins stijl over van een realistische tot een cartoonachtige stijl. Morris had daarnaast nog tijd om folioscopen, illustraties en cartoons te maken en te verkopen. Een van zijn klanten was sinds 1944 het magazine Le Moustique (Humoradio) van uitgeverij Dupuis.
In 1945 werd Morris bij C.B.A. gepromoveerd tot animator. Daarvoor moest hij zijn kunnen bewijzen door een filmpje te maken van een schilder die kleuren mengt op zijn palet en vervolgens begint te schilderen. Het zou het enige filmpje worden dat Morris maakte voor C.B.A. want kort daarop werd eigenaar Paul Nagant beschuldigd van collaboratie en opgesloten. Nadat C.B.A. in 1946 werd gesloten, ging Morris bij Dupuis aan de slag.
In 1948 reisde Morris met Franquin en Jijé naar Mexico en de Verenigde Staten. Hij zou zes jaar in de VS blijven en werd in New York door Jijé voorgesteld aan René Goscinny, "een beetje een gekke Fransman" volgens Jijé, die er ansichtkaarten inkleurde. Goscinny zou vanaf 1955 Morris' vaste scenarioschrijver zijn. Morris maakte er ook kennis met Jack Davis en Harvey Kurtzman van het beginnend tijdschrift MAD. Onder invloed van MAD veranderde Lucky Luke in een parodie.

### Lucky Luke
Morris had zijn cowboy Lucky Luke en diens paard Jolly Jumper in de nadagen van de bevrijding verzonnen. Het duo cowboy-paard was in die tijd gebruikelijk in B-films. Het is ook geïnspireerd op de hospita van Morris: zij zong voortdurend Je suis seule ce soir (Ik ben alleen vanavond), waardoor Morris op het idee kwam van de cowboy die zijn eenzaamheid bezingt. De hospita stond ook model voor Jolly Jumper; ze had grote, gele tanden en O-benen. De haarlok op haar voorhoofd en haar vooruitstekende kin gebruikte Morris voor Luke. Hoewel Morris toen nog bij C.B.A. werkte, dacht hij er niet aan zijn idee daar voor te stellen. Zijn ambities reikten verder. In 1947 verscheen het eerste verhaal van Lucky Luke en dit werd direct een groot succes. Naast Lucky Luke tekende Morris ook Rataplan, een spin-off over de gelijknamige hond.

### Privé-leven
Morris was gehuwd, maar had geen kinderen.
Hoewel hij in het Frans publiceerde, sprak Morris vloeiend Nederlands.
Hij overleed op 77-jarige leeftijd aan een longembolie die hij opliep bij een heupoperatie, nadat hij bij een val een heupfractuur had opgelopen.

## Eerbewijzen
In 1979 werd Morris ridder in de Orde van Leopold II. In 1972 ontving Morris de Belgische Grand Prix Saint-Michel. In 1988 reikte de Wereldgezondheidsorganisatie Morris in Genève een medaille uit omdat hij de sigaret van Lucky Luke had vervangen door een strootje. In 1989 ontving hij de BD d'Or in het kader van de Grand Prix du Salon de la BD te Porto. In 1992 ontving hij ter gelegenheid van het twintigjarige bestaan van het Internationaal stripfestival van Angoulême de Grand Prix Spécial. In 1995 werd Morris ereburger van Waterloo en in 1996 van Kortrijk. In 1998 ontving hij het Gouden Potlood op het Festival van Middelkerke. In 1999 reikte de stad Menton hem de Médaille d'Or uit.
In 2005 eindigde Morris op nummer 79 in de Waalse versie van de verkiezing voor De Grootste Belg. In de Vlaamse versie eindigde hij op nr. 260, buiten de officiële nominatielijst.
In december 2023 vierde de Stad Kortrijk haar inwoner Maurice De Bevere, die 100 jaar zou zijn geworden, met een tentoonstelling en workshops. Kortrijk had hem eerder in 1997 het ereburgerschap toegekend, en Morris in de Kortrijkse stadsbibliotheek met een standbeeld geëerd.
- Bibsys: 90158756
- Biblioteca Nacional de España: XX1022643
- Bibliothèque nationale de France: cb11916919d (data)
- Catàleg d'autoritats de noms i títols de Catalunya: 981058508932106706
- CiNii: DA17361874
- Digitale Bibliotheek voor de Nederlandse Letteren: morr016
- Gemeinsame Normdatei: 119509334
- International Standard Name Identifier: 0000 0001 2145 8262
- Library of Congress Control Number: n85112666
- Bibliotheek van het Japanse parlement: 00688159
- Nationale Bibliotheek van Tsjechië: xx0038205
- Nationale bibliotheek van Australië: 35683073
- Nationale Bibliotheek van Israël: 987007396359505171
- Nationale Bibliotheek van Polen: a0000001210674
- Nationale en Universitaire bibliotheek Zagreb: 000314295
- Nederlandse Thesaurus van Auteursnamen: 068980272
- RKD-Nederlands Instituut voor Kunstgeschiedenis: 57831
- Istituto Centrale per il Catalogo Unico: RAVV015014
- LIBRIS: 78046
- Système universitaire de documentation: 027039145
- Trove: 1040789
- Virtual International Authority File: 102051571
- WorldCat: E39PBJcRdpv6xvTkfh9GmwMdcP